# Lowry City
Lowry City est une ville du comté de Saint Clair, dans le Missouri, aux États-Unis,. Située au nord du comté, elle est fondée en 1871 et baptisée en référence à Mr Lowry, l'associé d'un pionnier. Elle est incorporée en 1897.

## Démographie
Lors du recensement de 2010, la ville comptait une population de 640 habitants. Elle est estimée, en 2016, à 613 habitants.

### Source de la traduction
- (en) Cet article est partiellement ou en totalité issu de l’article de Wikipédia en anglais intitulé « Lowry City, Missouri » (voir la liste des auteurs).